# 今井綾子
今井 綾子（いまい あやこ、1986年1月6日 - ）は.日本の女子野球選手（投手）。右投左打。愛知県名古屋市出身。

## 経歴
兄の影響で野球を始め、小・中学校と軟式野球チームで投手兼内野手として活躍。高校は女子硬式野球部のある駒沢学園女子高校に進学。全国高等学校女子硬式野球選手権大会で準優勝となる。
日本女子体育大学では2つのクラブチームを掛け持ちしていたが、1年次に野球日本女子代表に初選出され、女子野球世界大会で優勝に貢献する。
卒業後、ゼビオに就職。しばらく会社勤務で野球から離れていたが、2009年にベースボール・チャレンジ・リーグの信濃グランセローズに練習生として参加。
2010年、第4回W杯に参加する日本代表に選出される。